# سامری نیکوکار

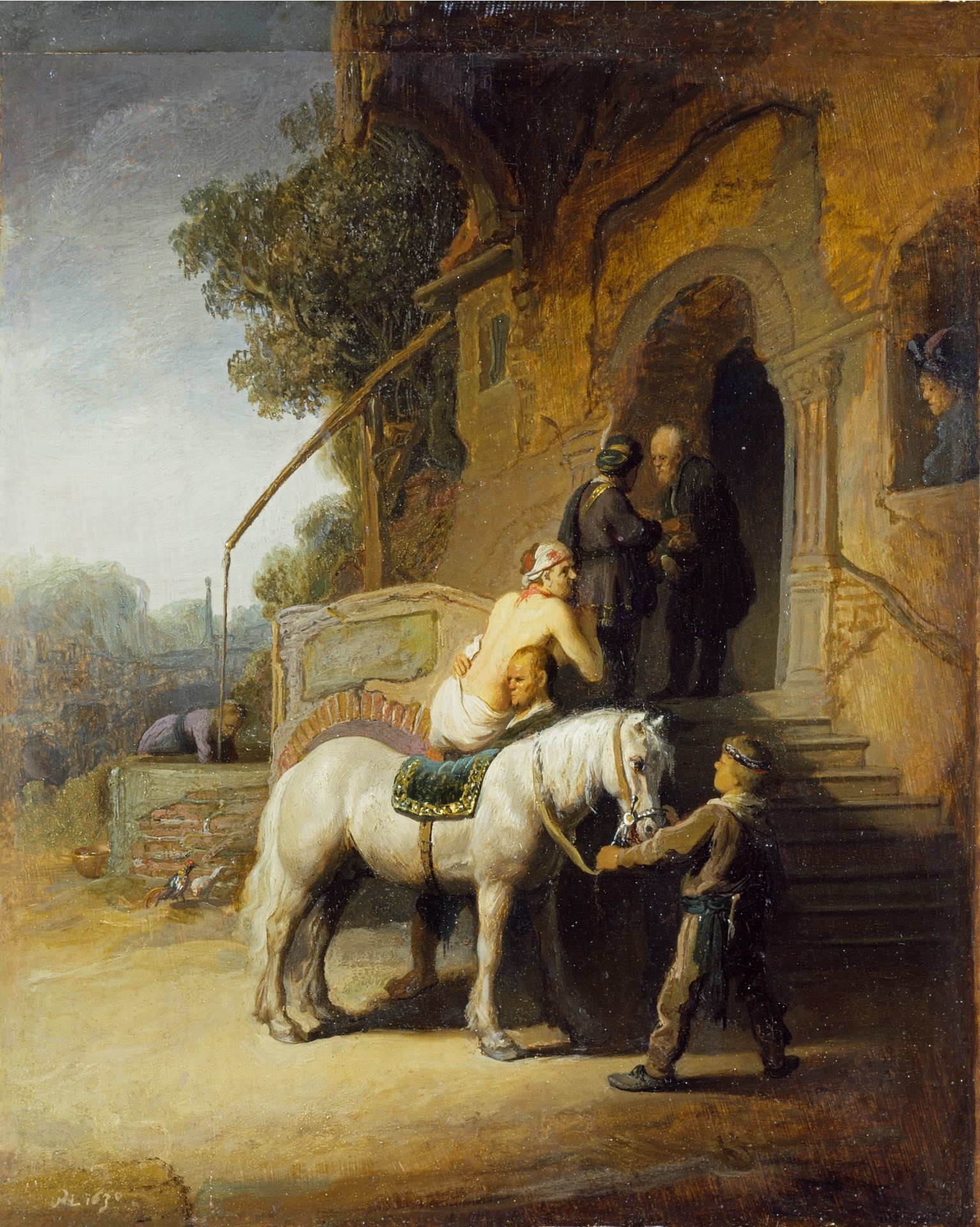
سامری نیکوکار، رامبرانت، ۱۶۳۲–۱۶۳۳، لندن

تمثیل سامری نیکوکار (به انگلیسی: Parable of the Good Samaritan) داستانی است اخلاقی از انجیل لوقا که مسیح در قالب این تمثیل مفهوم واژه «همسایه» یا «همنوع» را توضیح می‌دهد. این مثال داستان مسافری را روایت می‌کند که لباس او توسط دزدان ربوده شده، مورد ضرب و شتم قرار گرفته و نیمه مرده در کنار جاده رها شده‌است. اول یک کشیش و سپس لاوی (از فرزندان یعقوب پیامبر) از آنجا می‌گذرند؛ اما هر دو از یاری رساندن به آن مسافر مجروح و عریان اجتناب می‌کنند. در نهایت، مردی سامری به مسافر برخورد می‌کند. هرچند سامری‌ها و یهودیان یکدیگر را نفرین کرده و تحقیر می‌کنند، اما این سامری به مسافر زخمی کمک می‌کند. عیسی در پاسخ به یک عالم دینی که از مسیح می‌پرسد: «و همسایه من کیست؟» با ذکر این تمثیل نتیجه‌گیری می‌کند که شخص همسایه در داستان، مردی است که به انسان زخمی رحم می‌کند؛ یعنی مرد سامری.
برخی از مسیحیان، از قبیل آگوستین، این روایت را به طرز تمثیلی تفسیر کرده‌اند، و معتقدند سامری به نمایندگی از عیسی مسیح، روح گناهکار را نجات می‌دهد. با این حال، برخی دیگر، معنای اصلی تمثیل را نادیده می‌گیرند و مثل را به عنوان معیار اخلاقی عیسی می‌بینند.

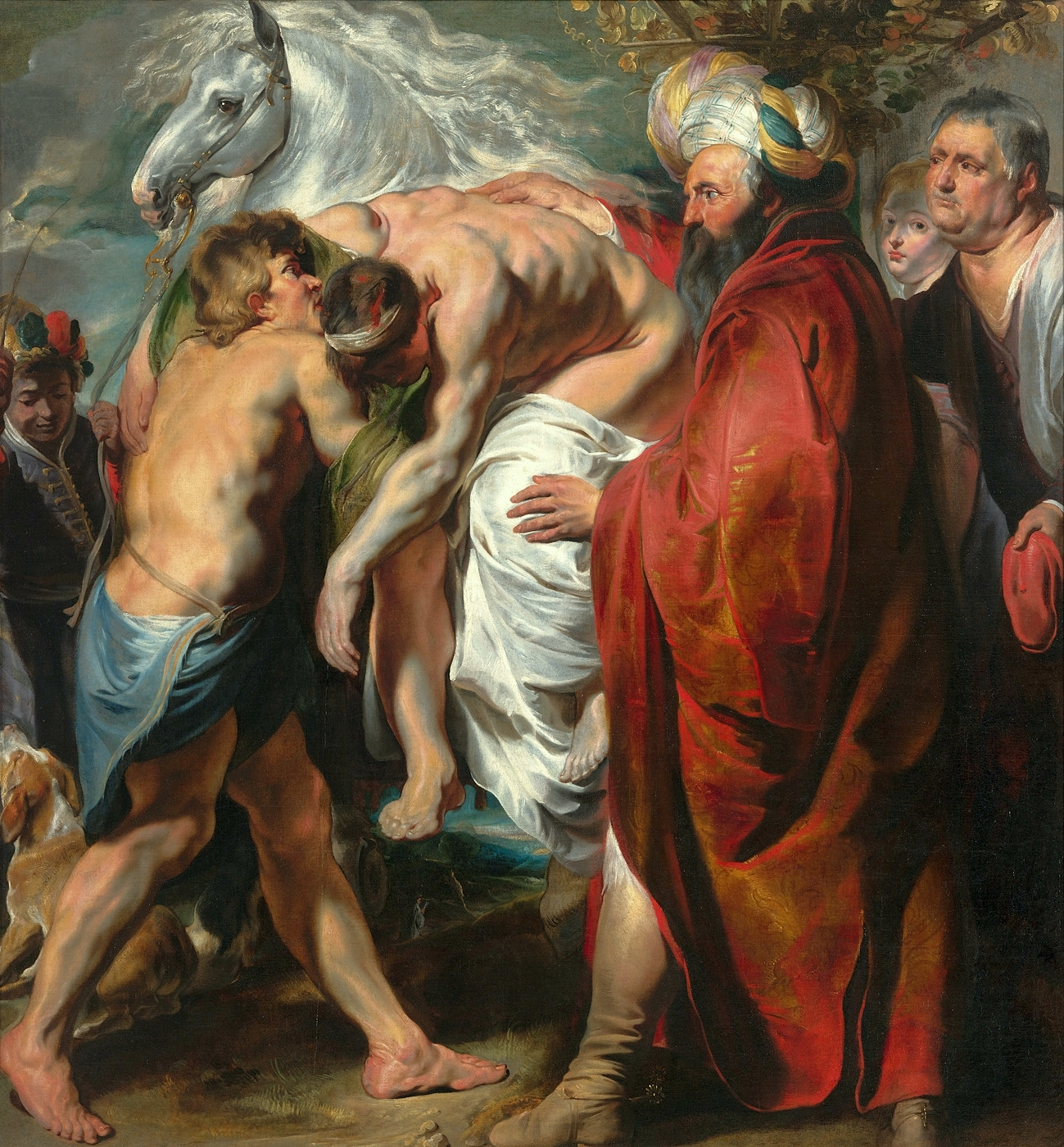
سامری نیکو اثر یعقوب جردنز

این تمثیل الهام بخش آثار فراوان و مختلف هنری از جمله نقاشی، مجسمه، طنز، شعر و فیلم بوده‌است.
عبارت «سامری نیکو»، به معنی کسی که به یک غریبه کمک می‌کند، حاصل از این مثل است و «قانون سامری نیکو» مجموعه قوانینی است که مسئولیت افرادی را که به امداد آسیب‌دیدگان در سوانح و حوادث می‌شتابند کاهش می‌دهد. بسیاری از بیمارستان‌ها و سازمان‌های خیریه با اشاره به این داستان «سامری نیکو» نام‌گذاری شده‌اند.

## متن انجیل
فقیه برای آزمودن مسیح از او دربارهٔ مفهوم واژه همسایه سؤال می‌کند. مسیح می‌گوید «روزی مردی از اورشلیم به اریحا می‌رفت. در مسیر راه عده‌ای راهزن به او حمله می‌کنند و تمام دارایی‌اش را می‌گیرند و او را کتک می‌زنند و به حال خود رها می‌کنند. کاهنی از آن مسیر می‌گذشت اما بدون توجه به آن شخص به راه خود ادامه داد. بعد از او لاوی‌ای از آن مسیر می‌گذرد و او نیز بدون توجه به مرد زخمی به راه خود ادامه می‌دهد. در آخر مردی سامری از آنجا می‌گذرد و با دیدن مرد مجروح دلش به حال او می‌سوزد. زخم‌های مرد را با روغن و شراب می‌شوید و او را بر روی مرکب خود می‌گذارد و به مهمانخانه‌ای می‌برد؛ و به مهمانخانه‌دار با دادن مبلغی می‌گوید به این مرد رسیدگی کن و من وقتی برگشتم هر چه بیشتر خرج کرده بودی آن را به تو برخواهم گرداند.» بعد مسیح از فقیه سؤال کرد به نظر تو کدام از این سه نفر همسایه مرد زخمی است. پاسخ داد آنکه به او کمک کرد. مسیح گفت برو و تو نیز چنین کن. (انجیل لوقا ۱۰. ۲۵–۳۷)